# Marisa Gorno
Marisa Gorno (22 settembre 1971) è un'ex calciatrice italiana, di ruolo portiere.

## Palmarès
- Campionato italiano di Serie A2: 1

Vallassinese: 2002-2003
- Coppa Italia: 1

Brescia: 2011-2012